# 441 TCN
441 TCN là một năm trong lịch La Mã.